# ブルグント人

ハドリアヌス帝（在位117年-138年）時代のローマ帝国。当時ブルグント人はポーランドのオーデル川とヴィスワ川に囲まれた地域に定住していた。

ブルグント人（ブルグントじん、英語: Burgundians, フランス語: Burgondes, ドイツ語: Burgunden, ラテン語: Burgundiones）は、北ヨーロッパのスカンジナビア半島からボーンホルム島（Bornholm、古ノルド語による古い表記ではBurgundarholmr）、後にヨーロッパ大陸へと移住した東ゲルマン諸語に属するゲルマン系である。フランスではブルゴーニュ人、英語読みと日本語の表記ゆれではブルグンド人と呼ばれる。
『Þorsteins saga Víkingssonar』（バイキングの息子トルスタインの冒険談）でヴェセティ（Veseti）が住んでいた島が「ブルグントの小島（holm）」、すなわちボーンホルム（Bornholm）である。また、アルフレッド大王によるオロシウス（Orosius）著書の古英語翻訳では「ブルグントの土地」（Burgenda land）という名前を使っている。スウェーデンの詩人であり初期の神話学者でもあるヴィクトル・リュードベリ（Viktor Rydberg、1828年-1895年）は、中世初期の文献『Vita Sigismund』に基づき、ブルグント人は自らの起源がスカンジナビアであると口承していた、と述べている。

## 黎明期

### ブルグント人の起源

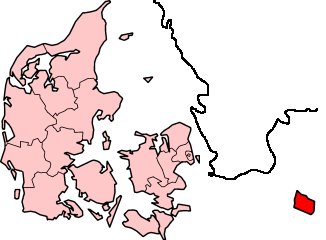
ボーンホルム島の位置

ブルグント人がスカンジナビア起源であるとする伝承には、地名や考古学上の証拠による裏付けがあり、その伝承が正しいと考える人も多い。タキトゥスの著作を含む初期のローマ文献は、スカンジナビアについて考えもしなかったためか、ブルグント人が何処からやって来たのかについて、何も語られていない（タキトゥスはスカンジナビア民族のスイオーネス族（Suiones）については言及している）。ブルグント人が初めて登場するローマ文献によると、彼らはライン川の東に居住していた。初期のローマ文献では、ブルグント人は他の東ゲルマン諸民族の1つに過ぎないと考えられていた。
300年頃、「ブルグント人の島」の意味する名前を持つボーンホルム島から突如人々の姿が消えた。ほとんどの共同墓地が使われなくなり、少数のいくつかの墓だけが使われるようになった。
369年、ローマ皇帝ウァレンティニアヌス1世は、他のゲルマン民族（アラマン部族同盟）との戦争で、ブルグント人の支援を受けた。6世紀中頃の ゴート族の歴史家ヨルダネスによると、この時代のブルグント人はヴィスワ川流域に住んでいたらしい。アラマン部族同盟との戦争後、しばらくした後、ブルグント人はゲピード族の王ファスティダ（Fastida）に敗北し、ほぼ全滅した。
その約40年後、ブルグント人は再び登場する。406年から408年にかけて、西ローマ帝国の将軍スティリコが西ゴート族のアラリック1世との戦いのための兵を引いたのを機に、北の部族がライン川を越えてローマン帝国の領域に侵入した（ゲルマン民族の大移動）。その中にはアラン人、ヴァンダル族、スエビ族、そしてブルグント人がいた。ブルグント人は西方に移住してライン谷に定住した。

### キリスト教への改宗
ブルグント人は、東部地域のどこかで、本来の多神教からキリスト教で異端とされたアリウス派へと改宗した。アリウス派への改宗は、キリスト教国である西ローマ帝国との間に生じた疑念と不信の源となった。この分断は500年頃には解消されることになるが、ブルグント人の王の1人であるグンドバト（Gundobad）は、ヴィエンヌ大司教アウィトゥス（Avitus）と個人的に親しい関係を維持した。グンドバトの息子で後継者のジギスムント（Sigismund）は、自身がキリスト教徒であり、この頃までにブルグント人の多くがキリスト教へ改宗していた。

### ローマ人との初期の関係
当初ブルグント人はローマ人と険悪な関係にあった。ローマ帝国によって他の民族を守るために利用された一方で、辺境地域に侵入し彼らの影響力を広げていった。

## ブルグント人の王国

### 第一ブルグント王国
411年、ブルグント人の王グンダハール（Gundahar、Gundicar）はアラン人の王ゴールと協力して傀儡皇帝ヨウィヌス（Jovinus）を擁立した。彼の支配下にあるガリア人皇帝の権威によって、グンダハールはラウター川とナーエ川の間のライン川左岸地域に定住し、ヴォルムス、シュパイアー、ストラスブールの各都市を支配した。後に皇帝ホノリウスは、休戦協定の一部として公式にそれらの土地を与えた。
フォエデラティ（ローマ帝国の同盟者）としての新しい地位にもかかわらず、ブルグント人はローマのガリア・ベルギカ北部地域を襲撃し、436年にローマの将軍アエティウスがフン族の傭兵を呼び入れると、冷酷にもそれらの地域を滅ぼした。437年、フン族の傭兵は、ボルビトマグースやヴォルムスといったケルト系ローマ人定住地の首都とともにラインラント王国を滅ぼした。グンダハールは大部分のブルグント人とともに、戦闘で殺害された。
フン族によるヴォルムスとブルグント王国の破壊は、後に叙事詩『ニーベルンゲンの歌』の一部となる英雄伝説のテーマとなった（さらにそれを元にワーグナーが『ニーベルングの指環』を書いた）。その物語では、ヴォルムスにグンテル王（King Gunther＝グンダハール）と女王プリュンヒルトが王宮を構え、ジーフリト（北欧神話におけるシグルズ）がクリエムヒルトに求婚するという構図になっている (古スカンジナビア言語の文献においては彼らの名前はそれぞれグンナル、ブリュンヒルド、グズルーンと訳されることが多い) 。ジーフリト死後のクリエムヒルトの再婚相手エッツェル（Etzel）はアッティラがモデルとされ、エッツェルはそのアッティラのドイツ語読みである。一方、「一般言語学の創始者」として有名なフェルディナン・ド・ソシュールは、ゲルマン英雄伝説の元になった歴史的事実は、定説のようなヴォルムス王国ではなく、リヨンを中心都市とする443年建国のブルグント（リヨン王国）にあったとしている。

### 第二ブルグント王国

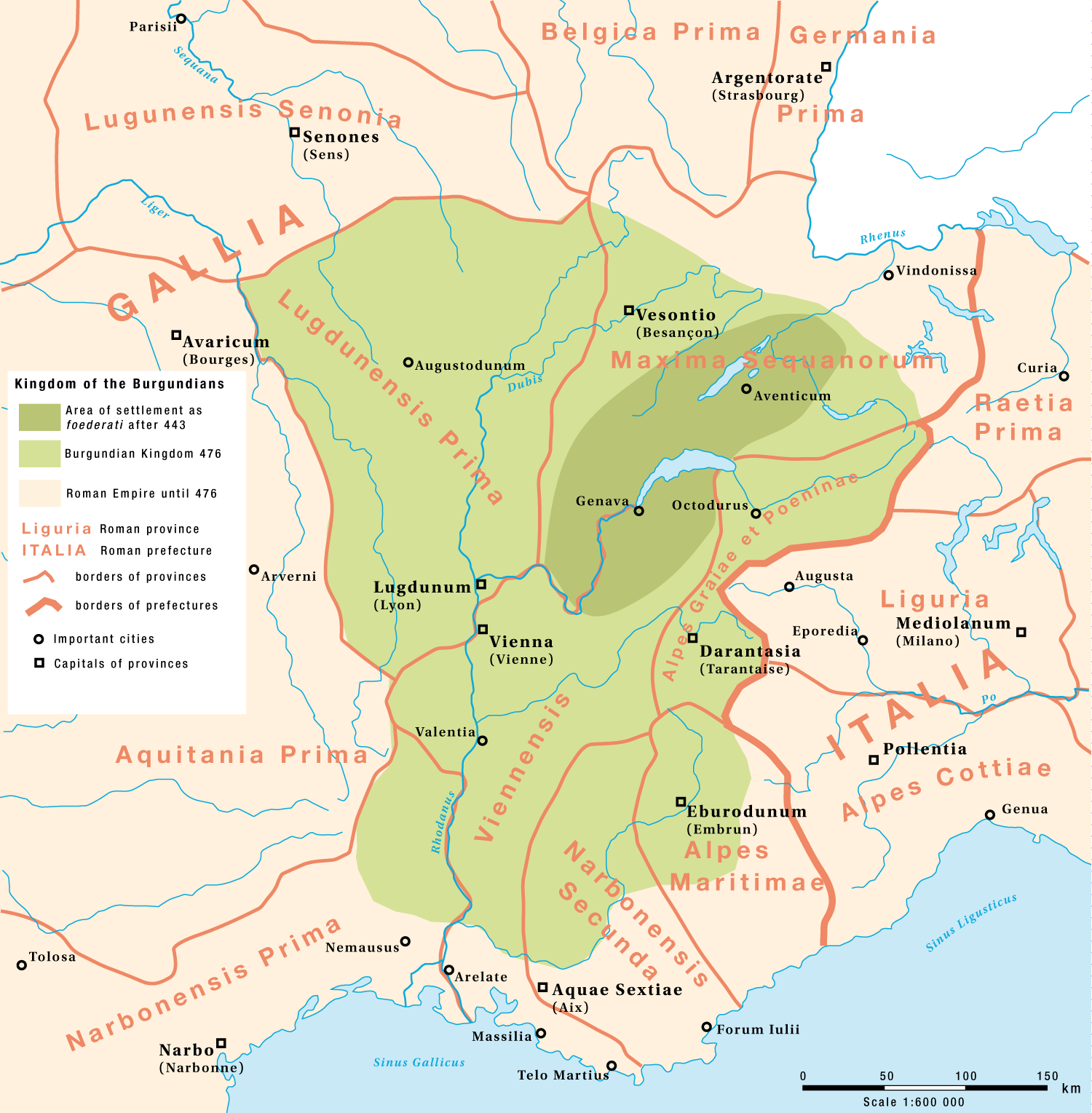
第二ブルグント王国（443年-476年）

文献ではその理由を見つけることができないが、ブルグント人は再びフォエデラティの地位を与えられ、443年、将軍アエティウスによって「サパウディア」（Sapaudia）地域に再び移住させられた。正確な場所は定かではないが、サパウディアは現代のサヴォイに対応し、ブルグント人はおそらく「ルグドゥヌム」（Lugdunum、現代のリヨン）の近隣に住んでいたと考えられている。グンダハールの息子と考えられている新しい王グンディオク（Gundioc、Gunderic）は、父の死により支配権を確立した。 歴史家プライン（Pline）は、グンディオクはソーヌ、ドーフィネ、サヴォイ、およびプロヴァンスの一部の地域に君臨した、と述べている。グンディオクはヴィエンヌをブルグント王国の首都と定めた。534年にフランク族によって王国が滅ぼされるまで、計8人のグンダハール家出身のブルグント王が支配した。
王国滅亡までの最後の10年間、ブルグント人はローマの同盟者であった。451年、アエティウス、西ゴート族と他部族と共に、カタラウヌムの戦い（別名：タルーニャ平原の戦い）でアッティラと戦った。455年、サーブ族と戦うため、グンディオクと彼の兄弟キルペリク1世は、西ゴート王テオドリック2世にスペインまで随行したが、これはブルグント人と西ゴート族の同盟がいかに強力であったかを示している。

#### 帝国への野望
『infidoque tibi Burdundio ductu』の曖昧な記述によると、455年、ヴァンダル族によるローマ略奪に先立つ混乱の中、無名のブルグント人のリーダーが裏切り、ローマ皇帝ペトロニウス・マクシムスを殺害したらしい。貴族リキメルもまた非難された。この事件はブルグント人とリキメルの関係を示す最初のものである。リキメルはおそらくグンディオクの義兄弟で、グンドバト王子の叔父であったと考えられている。
明らかにブルグント人の権力は増大し、456年には地元のローマ元老院議員と領土拡張と権力分担と交渉した。
457年、リキメルは他の皇帝アウィトゥスを破ってマヨリアヌスを王位につけたが、この新しい皇帝はリキメルとブルグント人にとって役に立たなかった。即位の翌年、マヨリアヌスはブルグント人が2年前に得た土地を奪った。さらに独自の行動を行う兆候を見せたが、461年、リキメルによって殺害された。
その10年後の472年、西ローマ皇帝アンティミウスの婿となったリキメルは、グンドバト王子と共に義父の殺害を策略し、グンドバト王子は皇帝を斬首した。リキメルはオリブリオスを皇帝に任命したが、驚くべきことに帝位に就けた者も就いた者も2か月以内に病死した。グンドバト王子は、叔父リキメルの貴族そして皇帝擁立者としての地位を継承し、グリケリウスを帝位に就けた。
474年にはブルグント人のローマ帝国に対する影響力は失われていた。グリケリウスはユリウス・ネポスにより退位させられ、グンドバト王子はおそらく彼の父グンディオクの死によってブルゴーニュへと戻った。この時あるいは少しの後、ブルグント人の王国はグンドバトと彼の兄弟であるゴデギゼル（Godegisel）、キルペリク2世（Chilperic II）、ゴドマール1世（グンドマール1世）によって分割された。

#### 王国の統合
トゥールのグレゴリウスによると、グンドバトのブルゴーニュ帰還後、数年にわたり流血による権力の統合が行われた。グンドバトは彼の兄弟キルペリク2世を殺害し、その妻を溺死させ、娘たちを追放した（娘の1人クロティルダは後にフランク族のクロヴィスの妻となり夫をカトリックへ改宗させた）。この出来事については、グレゴリウスの年代記における多くの問題点を指摘したベリー（Bury）によって議論されている。
500年頃にグンドバトとクロヴィスとの間に戦争がおきると、グンドバトは彼の兄弟ゴデギゼルの裏切りに遭った。ゴデギゼルはフランク族に参加した。ゴデギゼルとクロヴィスの軍はグンドバトの軍を粉砕した。グンドバトは一時的にアヴィニョンに身を隠し、再び軍を召集することに成功した。グンドバトがヴィエンヌを略奪した際、ゴデギゼルとその多数の部下が死んだ。これ以降、グンドバトはブルグント王国の唯一の王として登場する。文献では触れられていないが、これは彼の兄弟ゴドマールは既に死亡していたことを示している。
グンドバトとクロヴィスは和解したが、初期段階でのクロヴィスの勝利の結果、グンドバトはその臣下となることを強いられ、507年に西ゴート族のアラリック2世に勝利した際はフランク族に協力した。
この激変の間、483年から501年までの間に、グンドバトは『Lex Gundobada』（下記参照）という法典を発布した。それは『Lex Visigothorum』を元に書かれたもので前半部分が発行された。自身への権力集中後、501年から死去する516年までの間にグンドバトは法律の後半部分を発行したが、それはよりブルグント人本来のものであった。

#### 第二王国の終焉

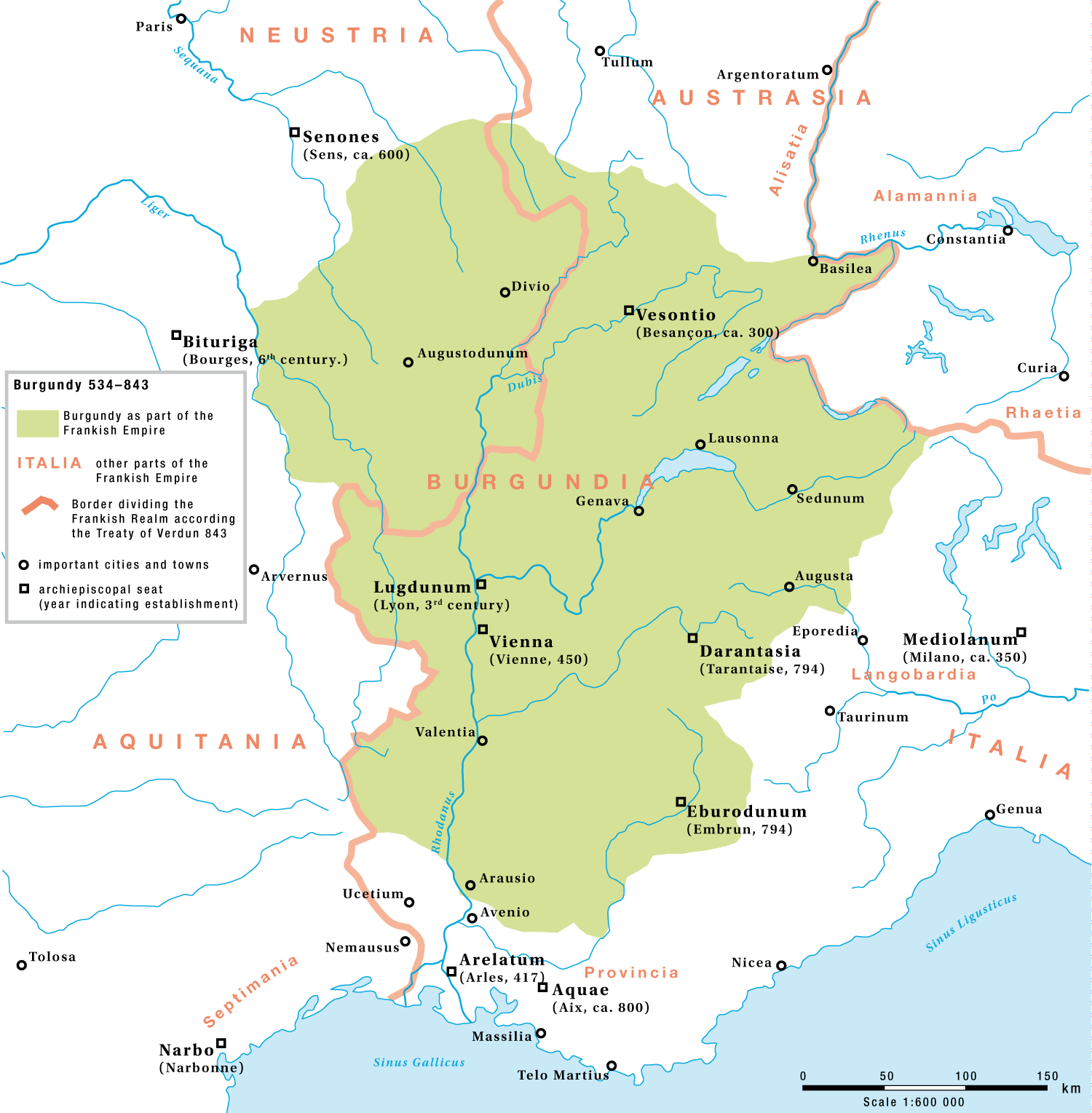
フランク王国の一部としてのブルゴーニュ

ブルグント人はその力をガリア南部、つまり現代のイタリア北部・スイス西部・フランス南東部へと拡大させていった。493年、フランク王国の王クロヴィスはブルグント人のクロティルダ（キルペリク2世の娘）と結婚した。クロティルダはクロヴィスをカトリック信仰へと改宗させた。
ブルグント人は6世紀初頭に西ゴート族に対抗するためにクロヴィスのフランク族と最初に同盟を結成したが、結局534年にフランク族によって滅ぼされた。その後はメロヴィング朝の一部としてブルグント人の王国が作られ、ブルグント人自身も同化していった。

### 歴代ブルグント王
数字は在位年、文献
|  |  |                                             |                                             |                                             |                                             |                                             |                                             |            |            |                      |                      |                      |                      |                      |                      |                |                |                      |                      |                      |                      |                      |                      |  |  | グンダハール 411-437  |                       |                       |                       |                       |                       |  |  |                       |                       |                       |                       |                       |                       |  |  |              |              |              |              |              |              |  |  |                            |                            |                            |                            |                            |                            |  |  |  |  |  |  |  |  |
|  |  |                                             |                                             |                                             |                                             |                                             |                                             |            |            |                      |                      |                      |                      |                      |                      |                |                |                      |                      |                      |                      |                      |                      |  |  |                       |                       |                       |                       |                       |                       |  |  |                       |                       |                       |                       |                       |                       |  |  |              |              |              |              |              |              |  |  |                            |                            |                            |                            |                            |                            |  |  |  |  |  |  |  |  |
|  |  |                                             |                                             |                                             |                                             |                                             |                                             |            |            |                      |                      |                      |                      |                      |                      |                |                |                      |                      |                      |                      |                      |                      |  |  |                       |                       |                       |                       |                       |                       |  |  |                       |                       |                       |                       |                       |                       |  |  |              |              |              |              |              |              |  |  |                            |                            |                            |                            |                            |                            |  |  |  |  |  |  |  |  |
|  |  |                                             |                                             |                                             |                                             |                                             |                                             |            |            |                      |                      |                      |                      |                      |                      |                |                | グンディオク 437-473 | グンディオク 437-473 | グンディオク 437-473 | グンディオク 437-473 | グンディオク 437-473 | グンディオク 437-473 |  |  | キルペリク1世         | キルペリク1世         | キルペリク1世         | キルペリク1世         | キルペリク1世         | キルペリク1世         |  |  | 娘                    | 娘                    | 娘                    | 娘                    | 娘                    | 娘                    |  |  | リキメル     | リキメル     | リキメル     | リキメル     | リキメル     | リキメル     |  |  |                            |                            |                            |                            |                            |                            |  |  |  |  |  |  |  |  |
|  |  |                                             |                                             |                                             |                                             |                                             |                                             |            |            |                      |                      |                      |                      |                      |                      |                |                | グンディオク 437-473 | グンディオク 437-473 | グンディオク 437-473 | グンディオク 437-473 | グンディオク 437-473 | グンディオク 437-473 |  |  | キルペリク1世         | キルペリク1世         | キルペリク1世         | キルペリク1世         | キルペリク1世         | キルペリク1世         |  |  | 娘                    | 娘                    | 娘                    | 娘                    | 娘                    | 娘                    |  |  | リキメル     | リキメル     | リキメル     | リキメル     | リキメル     | リキメル     |  |  |                            |                            |                            |                            |                            |                            |  |  |  |  |  |  |  |  |
|  |  |                                             |                                             |                                             |                                             |                                             |                                             |            |            |                      |                      |                      |                      |                      |                      |                |                |                      |                      |                      |                      |                      |                      |  |  |                       |                       |                       |                       |                       |                       |  |  |                       |                       |                       |                       |                       |                       |  |  |              |              |              |              |              |              |  |  |                            |                            |                            |                            |                            |                            |  |  |  |  |  |  |  |  |
|  |  |                                             |                                             |                                             |                                             |                                             |                                             |            |            |                      |                      |                      |                      |                      |                      |                |                |                      |                      |                      |                      |                      |                      |  |  |                       |                       |                       |                       |                       |                       |  |  |                       |                       |                       |                       |                       |                       |  |  |              |              |              |              |              |              |  |  |                            |                            |                            |                            |                            |                            |  |  |  |  |  |  |  |  |
|  |  |                                             |                                             |                                             |                                             |                                             |                                             |            |            | グンドバト 473-516   | グンドバト 473-516   | グンドバト 473-516   | グンドバト 473-516   | グンドバト 473-516   | グンドバト 473-516   |                |                |                      |                      |                      |                      |                      |                      |  |  | ゴデギゼル 473-500    | ゴデギゼル 473-500    | ゴデギゼル 473-500    | ゴデギゼル 473-500    | ゴデギゼル 473-500    | ゴデギゼル 473-500    |  |  | キルペリク2世 473-493 | キルペリク2世 473-493 | キルペリク2世 473-493 | キルペリク2世 473-493 | キルペリク2世 473-493 | キルペリク2世 473-493 |  |  | カレタナ     | カレタナ     | カレタナ     | カレタナ     | カレタナ     | カレタナ     |  |  | ゴドマール1世 473-486      | ゴドマール1世 473-486      | ゴドマール1世 473-486      | ゴドマール1世 473-486      | ゴドマール1世 473-486      | ゴドマール1世 473-486      |  |  |  |  |  |  |  |  |
|  |  |                                             |                                             |                                             |                                             |                                             |                                             |            |            | グンドバト 473-516   | グンドバト 473-516   | グンドバト 473-516   | グンドバト 473-516   | グンドバト 473-516   | グンドバト 473-516   |                |                |                      |                      |                      |                      |                      |                      |  |  | ゴデギゼル 473-500    | ゴデギゼル 473-500    | ゴデギゼル 473-500    | ゴデギゼル 473-500    | ゴデギゼル 473-500    | ゴデギゼル 473-500    |  |  | キルペリク2世 473-493 | キルペリク2世 473-493 | キルペリク2世 473-493 | キルペリク2世 473-493 | キルペリク2世 473-493 | キルペリク2世 473-493 |  |  | カレタナ     | カレタナ     | カレタナ     | カレタナ     | カレタナ     | カレタナ     |  |  | ゴドマール1世 473-486      | ゴドマール1世 473-486      | ゴドマール1世 473-486      | ゴドマール1世 473-486      | ゴドマール1世 473-486      | ゴドマール1世 473-486      |  |  |  |  |  |  |  |  |
|  |  |                                             |                                             |                                             |                                             |                                             |                                             |            |            |                      |                      |                      |                      |                      |                      |                |                |                      |                      |                      |                      |                      |                      |  |  |                       |                       |                       |                       |                       |                       |  |  |                       |                       |                       |                       |                       |                       |  |  |              |              |              |              |              |              |  |  |                            |                            |                            |                            |                            |                            |  |  |  |  |  |  |  |  |
|  |  |                                             |                                             |                                             |                                             |                                             |                                             |            |            |                      |                      |                      |                      |                      |                      |                |                |                      |                      |                      |                      |                      |                      |  |  |                       |                       |                       |                       |                       |                       |  |  |                       |                       |                       |                       |                       |                       |  |  |              |              |              |              |              |              |  |  |                            |                            |                            |                            |                            |                            |  |  |  |  |  |  |  |  |
|  |  | オストロゴート （東ゴート王テオドリック娘） | オストロゴート （東ゴート王テオドリック娘） | オストロゴート （東ゴート王テオドリック娘） | オストロゴート （東ゴート王テオドリック娘） | オストロゴート （東ゴート王テオドリック娘） | オストロゴート （東ゴート王テオドリック娘） |            |            | ジギスムント 516-523 | ジギスムント 516-523 | ジギスムント 516-523 | ジギスムント 516-523 | ジギスムント 516-523 | ジギスムント 516-523 |                |                | コンスタンティア     | コンスタンティア     | コンスタンティア     | コンスタンティア     | コンスタンティア     | コンスタンティア     |  |  | ゴドマール2世 523-534 | ゴドマール2世 523-534 | ゴドマール2世 523-534 | ゴドマール2世 523-534 | ゴドマール2世 523-534 | ゴドマール2世 523-534 |  |  | クロナ                | クロナ                | クロナ                | クロナ                | クロナ                | クロナ                |  |  | クロティルダ | クロティルダ | クロティルダ | クロティルダ | クロティルダ | クロティルダ |  |  | クローヴィス1世 フランク王 | クローヴィス1世 フランク王 | クローヴィス1世 フランク王 | クローヴィス1世 フランク王 | クローヴィス1世 フランク王 | クローヴィス1世 フランク王 |  |  |  |  |  |  |  |  |
|  |  | オストロゴート （東ゴート王テオドリック娘） | オストロゴート （東ゴート王テオドリック娘） | オストロゴート （東ゴート王テオドリック娘） | オストロゴート （東ゴート王テオドリック娘） | オストロゴート （東ゴート王テオドリック娘） | オストロゴート （東ゴート王テオドリック娘） |            |            | ジギスムント 516-523 | ジギスムント 516-523 | ジギスムント 516-523 | ジギスムント 516-523 | ジギスムント 516-523 | ジギスムント 516-523 |                |                | コンスタンティア     | コンスタンティア     | コンスタンティア     | コンスタンティア     | コンスタンティア     | コンスタンティア     |  |  | ゴドマール2世 523-534 | ゴドマール2世 523-534 | ゴドマール2世 523-534 | ゴドマール2世 523-534 | ゴドマール2世 523-534 | ゴドマール2世 523-534 |  |  | クロナ                | クロナ                | クロナ                | クロナ                | クロナ                | クロナ                |  |  | クロティルダ | クロティルダ | クロティルダ | クロティルダ | クロティルダ | クロティルダ |  |  | クローヴィス1世 フランク王 | クローヴィス1世 フランク王 | クローヴィス1世 フランク王 | クローヴィス1世 フランク王 | クローヴィス1世 フランク王 | クローヴィス1世 フランク王 |  |  |  |  |  |  |  |  |
|  |  |                                             |                                             |                                             |                                             |                                             |                                             |            |            |                      |                      |                      |                      |                      |                      |                |                |                      |                      |                      |                      |                      |                      |  |  |                       |                       |                       |                       |                       |                       |  |  |                       |                       |                       |                       |                       |                       |  |  |              |              |              |              |              |              |  |  |                            |                            |                            |                            |                            |                            |  |  |  |  |  |  |  |  |
|  |  |                                             |                                             |                                             |                                             | ジゲリック                                  | ジゲリック                                  | ジゲリック | ジゲリック | ジゲリック           | ジゲリック           |                      |                      | スアヴェゴータ       | スアヴェゴータ       | スアヴェゴータ | スアヴェゴータ | スアヴェゴータ       | スアヴェゴータ       |                      |                      |                      |                      |  |  |                       |                       |                       |                       |                       |                       |  |  |                       |                       |                       |                       |                       |                       |  |  |              |              |              |              |              |              |  |  | テウデリク1世 フランク王   | テウデリク1世 フランク王   | テウデリク1世 フランク王   | テウデリク1世 フランク王   | テウデリク1世 フランク王   | テウデリク1世 フランク王   |  |  |  |  |  |  |  |  |
|  |  |                                             |                                             |                                             |                                             | ジゲリック                                  | ジゲリック                                  | ジゲリック | ジゲリック | ジゲリック           | ジゲリック           |                      |                      | スアヴェゴータ       | スアヴェゴータ       | スアヴェゴータ | スアヴェゴータ | スアヴェゴータ       | スアヴェゴータ       |                      |                      |                      |                      |  |  |                       |                       |                       |                       |                       |                       |  |  |                       |                       |                       |                       |                       |                       |  |  |              |              |              |              |              |              |  |  | テウデリク1世 フランク王   | テウデリク1世 フランク王   | テウデリク1世 フランク王   | テウデリク1世 フランク王   | テウデリク1世 フランク王   | テウデリク1世 フランク王   |  |  |  |  |  |  |  |  |

## ブルグントの法律
ブルグント人は、ゲルマン民族から受け継いだ3つの法典を残した。『Lex Burgundionum』（ブルグント法典）あるいは『Lex Gundobada』（グンドバト法典）としても知られる『Liber Consitutionum sive Lex Gundobada』（グンドバト法典のための憲法の本）は、483年から516年にかけていくつかの部分に分けて発布された。発布は主としてグンドバトが、一部はその息子ジギスムントにより行われた。 それはブルグント人の慣習法であり、またその時代における多くのゲルマン法典の典型でもあった。特に『Liber』は『Visigothorum』（西ゴート族法典）から借用され、後の『Lex Ribuaria』（リブアリア法典）に影響を与えた。『Liber』は当時のブルグント人の生活と王の歴史を知るための主要な文献の1つである。
多くの他のゲルマン民族と同様に、ブルグント人は各民族に合わせた法律を運用することを伝統的に認めていた。このためグンドバトは、『Lex Gundobada』に加えて、ブルグント王国でのローマに関する諸問題のための法律『Lex Romana Burgundionum』（ブルグント＝ローマ法典）を編纂した。
これらの法典に加えて、グンドバトの息子ジギスムントは後に『Prima Constitutio』を発布した。

## ブルゴーニュの起源
ブルグント人は、現代フランスの地域名であるブルゴーニュ（Burgundy）にその名を残している。6世紀から20世紀までこの地域の国境と帰属はしばしば変更されてきたが、いずれの変更も本来のブルグント人とは無関係だった。「ブルグント人」（Burgundians）という名前は後世に作られたものであり、より正確には、ブルゴーニュ地方の住民を示すが、そのブルゴーニュはラテン語でBurgundiones（ブルグント）と呼ばれた人々に由来している。今日、ブルグント人の末裔は、主としてスイス西部とフランスの近隣地域に見ることができる。